# Aubonne VD
| VD ist das Kürzel für den Kanton Waadt in der Schweiz. Es wird verwendet, um Verwechslungen mit anderen Einträgen des Namens Aubonne zu vermeiden. |

Aubonne ([obɔn], im einheimischen frankoprovenzalischen Dialekt [oˈbuna]) ist eine politische Gemeinde im Distrikt Morges des Kantons Waadt in der Schweiz.

## Geographie

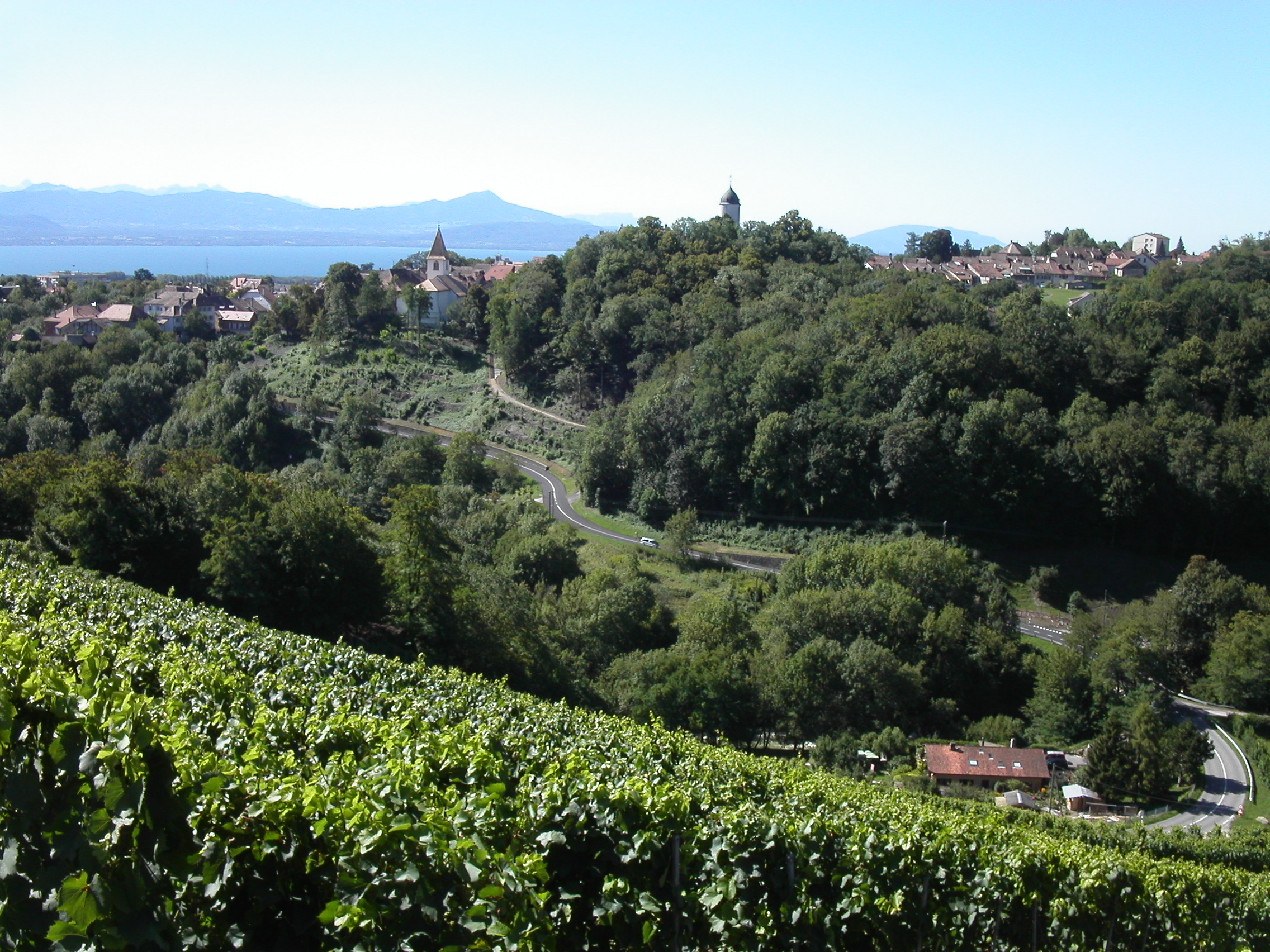
Aubonne VD

Aubonne liegt auf 508 m ü. M., 8 km westlich der Bezirkshauptstadt Morges (Luftlinie). Das historische Städtchen erstreckt sich auf einem Geländevorsprung über dem Tal des Flusses Aubonne, am Rand des Jurafussplateaus, an aussichtsreicher Lage rund 130 m über dem Seespiegel des Genfersees.
Die Fläche des 6,9 km² grossen Gemeindegebiets umfasst einen Abschnitt am Rand des Jurafussplateaus. Der Gemeindeboden erstreckt sich von der Fläche am Fuss der Waadtländer Côte nordwärts über den Geländevorsprung von Aubonne bis in das tief in die Molasseschichten des Jurafussplateaus eingegrabene Tal der Aubonne. Die östliche Gemeindegrenze bildet der gewundene Lauf der Aubonne in diesem Tal. Zu Aubonnes Gemeindegebiet gehören der westliche Talhang und das kleine Seitentälchen, aus welchem der Stadtkanal Armary in die Stadt geleitet wird. Auf dem Jurafussplateau liegt mit 643 m ü. M. die höchste Erhebung von Aubonne. Von der Gemeindefläche entfielen 1997 19 % auf Siedlungen, 13 % auf Wald und Gehölze, 67 % auf Landwirtschaft und etwas weniger als 1 % war unproduktives Land.
Zu Aubonne gehören mehrere Neubausiedlungen, die Weiler Trévelin (500 m ü. M.) und Bougy-Saint-Martin (549 m ü. M.) am Hang der Côte sowie einige Einzelhöfe sowie seit dem 1. Juli 2011 die frühere Gemeinde Pizy. Nachbargemeinden von Aubonne sind Allaman, Féchy, Essertines-sur-Rolle, Saint-Livres, Lavigny und Etoy.

## Bevölkerung
Mit 3840 Einwohnern (Stand 31. Dezember 2023) gehört Aubonne zu den mittelgrossen Gemeinden des Kantons Waadt. Von den Bewohnern sind 84,1 % französischsprachig, 5,2 % deutschsprachig und 3,6 % portugiesischsprachig (Stand 2000). Die Bevölkerungszahl von Aubonne belief sich 1850 auf 1730 Einwohner, 1900 auf 1736 Einwohner. Nach 1950 (1682 Einwohner) setzte eine deutliche Bevölkerungszunahme ein.

## Wirtschaft
Aubonne war lange Zeit ein agrarwirtschaftlich geprägtes Städtchen. Heute spielt die Landwirtschaft als Erwerbszweig der Bevölkerung nur noch eine untergeordnete Rolle. Am Hang der Côte unterhalb von Aubonne liegt ein ausgedehntes Weinbaugebiet. Auf der restlichen landwirtschaftlichen Fläche herrscht Ackerbau vor.
Weil Aubonne nicht an der Mitte des 19. Jahrhunderts gebauten Bahnlinie von Lausanne nach Genf liegt, hielt die Industrialisierung erst relativ spät Einzug. Als erste Fabrik auf dem Gemeindeboden etablierte sich die 1853 gegründete Pulvermühle Aubonne, die seit 1997 privatisiert ist. Weitere wichtige Unternehmen kamen erst ab Mitte des 20. Jahrhunderts hinzu. Dazu zählen eine Präzisionsgiesserei, die Firma Velcotrex SA (Klebverschlüsse), Serono-Laboratorien, IKEA-Einrichtungshaus und Pharmaindustrie. Die Gewerbezone ist auf dem Plateau an der Verbindungsstrasse zwischen der Autobahn und dem Städtchen angesiedelt. Die meisten Arbeitsplätze sind im Dienstleistungssektor vorhanden. In den letzten Jahrzehnten hat sich der Ort zu einer Wohngemeinde entwickelt. Neue Wohnquartiere entstanden vor allem im Westen und Südwesten der Altstadt.

### Tourismus
Als historisches Städtchen ist Aubonne Anziehungspunkt für den Fremdenverkehr. Es besitzt seit 1967 ein Holzmuseum. Im Tal der Aubonne legte der Kanton Waadt 1963 das erste Arboretum der Schweiz an, das auf einer Fläche von rund 150 Hektaren einheimische und eingeführte Baumarten zeigt.

## Verkehr
Aubonne liegt am alten Verkehrsweg Route de l’Etraz, der unterhalb des Städtchens die Aubonne überquert. Diese Brücke über die Aubonne ist bereits im 14. Jahrhundert erwähnt. Im Jahr 1847 wurde eine neue Brücke 500 m weiter oben gebaut, so dass die Strasse von Lavigny aus direkt in das Zentrum von Aubonne geführt werden konnte.
Das Städtchen ist heute verkehrstechnisch gut erschlossen. Es liegt am Kreuzungspunkt der Hauptstrassen von Rolle nach Cossonay und von Allaman nach Gimel. Der Autobahnanschluss Aubonne an der 1964 eröffneten A1 (Genf-Lausanne), die das Gemeindegebiet durchquert, ist rund 2 km vom Stadtkern entfernt.
Der nächste Bahnhof an der am 14. April 1858 eingeweihten Eisenbahnlinie Lausanne-Genf (Abschnitt von Morges nach Coppet) befindet sich in Allaman knapp ausserhalb des Gemeindegebietes. Vom 23. Juli 1896 bis zum 17. Mai 1952 war eine elektrische Bahn von Allaman nach Aubonne in Betrieb. Heute ist Aubonne durch die Buslinie Allaman – Aubonne – Gimel an das Netz des öffentlichen Verkehrs angebunden. Weitere Postautokurse gibt es nach Rolle und nach Etoy.
Weil die Hauptstrasse von Bière und Lavigny zum Autobahnschluss Aubonne durch das historische Stadtzentrum mit schmalen Gassen führt und das Verkehrsaufkommen im 21. Jahrhundert stark zunahm, untersuchte die Stadt zusammen mit Kanton und Bund die Entlastung durch den Bau einer Umfahrungsstrasse. Wegen des starken Schwerverkehrs zwischen dem Autobahnanschluss Aubonne und Bière mit vielen Lastwagen, die täglich durch die geschützte Altstadt von Aubonne fahren, suchen die Behörden seit 2020 prioritär eine Lösung dieses Problems. Seit dem Jahr 2020 stand dafür der Bau einer neuen grossen Brücke über das Tal der Aubonne im Zentrum der Planung.
Durch das Gebiet von Aubonne führen mehrere Wanderrouten, so besonders die nationale Wanderland-Route 3 Alpenpanorama-Weg und der Weg 128 Chemin du Vallon de l’Aubonne, der (auf Boden von St-Livres) den botanischen Garten Arboretum durchquert, sowie die beiden Velorouten 63 Gros de Vaud-La Côte und 488 Route du vignoble de La Côte.
Bei Aubonne überspannen acht Brücken und Stege den Fluss Aubonne.

## Geschichte

Historisches Luftbild aus 400 m von Walter Mittelholzer von 1919

Das Gemeindegebiet von Aubonne war schon sehr früh besiedelt. Die ältesten Funde sind aus der Bronzezeit bekannt, aus der Römerzeit wurden Fundamente einer Villa entdeckt. Von der frühmittelalterlichen Besiedlung stammen Grabfunde.
Die erste urkundliche Erwähnung des Ortes erfolgte 1177 unter dem Namen Albona, 1606 erschien die Schreibweise Aulbonne. Der Ort entwickelte sich um die im 11. Jahrhundert errichtete Burg der Herren von Aubonne und erhielt bereits in der ersten Hälfte des 13. Jahrhunderts eine Wehrmauer. 1255 wurden Burg und Stadt an Graf Peter II. von Savoyen verkauft. Dieser übergab die Herrschaft als Lehen an die Familie Thoire-Villars, von der es über Grandson 1393 an die Herren von Greyerz kam. Aubonne war bis im 15. Jahrhundert die bedeutendste Stadt der Waadtländer Côte zwischen Genf und Lausanne. Seit dem 13. Jahrhundert wurden Wochenmärkte abgehalten und seit 1487 gab es alljährlich zwei dreitägige Märkte.
Weil der Graf von Greyerz mit den Eidgenossen verbündet war, wurde Aubonne von den Auswirkungen der Burgunderkriege 1476 verschont. Mit der Eroberung der Waadt durch Bern im Jahr 1536 kam das Städtchen unter bernische Oberhoheit, gehörte aber noch bis 1553 den Grafen von Greyerz.
In der Folgezeit wechselte die Herrschaft häufig den Besitzer. 1670 kaufte sie der Franzose Jean-Baptiste Tavernier, 1685 Henri Duquesne, der sie 1701 Bern verkaufte, das die gleichnamige Vogtei Aubonne im bisherigen Herrschaftsgebiet einrichtete. Nach dem Zusammenbruch des Ancien Régime gehörte das Städtchen von 1798 bis 1803 während der Helvetik zum Kanton Léman, der anschliessend mit der Inkraftsetzung der Mediationsverfassung im Kanton Waadt aufging. Von 1803 bis 2007 war Aubonne Hauptort des gleichnamigen Bezirks, seither gehört es zum Bezirk Morges.
Auf den 1. Juli 2011 fusionierte die frühere Gemeinde Pizy mit Aubonne, auf den 1. Januar 2021 auch Montherod.

## Sehenswürdigkeiten
Aubonne besitzt ein malerisches mittelalterliches Stadtbild mit engen Gassen, Patrizierhäusern aus dem 16. bis 19. Jahrhundert und Resten der ehemaligen Befestigungswerke (unter anderem zwei Tore).
Das Schloss, dessen Ursprung auf das 11. Jahrhundert zurückgeht und aus zwei getrennten Gebäudekomplexen bestand, wurde im 17. Jahrhundert weitgehend neu erbaut. Es steht leicht erhöht am Nordrand der Altstadt über dem Tal der Aubonne. Der barocke Palas und der Rundturm mit Kuppeldach stammen von 1680. Im Innern des Palas befindet sich ein Arkadenhof; der Gerichtssaal besitzt eine bemalte Decke von 1670. Das Schloss wurde in den Jahren 1980–85 einer umfassenden Restauration unterzogen.
Die erste Kirche auf dem heutigen Gemeindegebiet stand in Trévelin, sie wurde 1577 abgerissen. 1306 wurde am Rand des historischen Städtchens die Kapelle Saint-Etienne eingeweiht und rund 200 Jahre später wurde direkt daneben die Kapelle Saint-François erbaut. Diese beiden Kapellen wurden 1579 in den Bau der neuen Pfarrkirche einbezogen, die heute einen gotischen Chor zeigt und im Süden eine Kapelle im Flamboyantstil mit Malereien aus dem 17. Jahrhundert aufweist. 1700 wurde das Herz des französischen Admirals Abraham Duquesne in der Kirche von Aubonne hinter einer schwarzen Marmorplatte beigesetzt.
In der Altstadt befindet sich das mit Arkaden ausgestattete Hôtel de Ville, das auch Grenette genannt wird. Es wurde 1770–80 erbaut und diente anfangs als Kornhalle. Das Maison d'Aspre, ein Privathaus mit Orangerie, stammt aus dem 18. Jahrhundert.
Die historische Pulvermühle an der Aubonne ist als traditioneller Gewerbebetrieb geschützt.

## Vereine und Kultur
Aubonne hat ein aktives Dorfleben mit verschiedenen Vereinen und Interessensgruppen. Erwähnenswert ist die Dorfmusik Echo du Chène, der Fussballclub FC Chêne Aubonne, der Turnverein Gym Aubonne mit über 300 Mitgliedern, der Tennis Club Aubonne sowie die regelmässig von der Gemeinde organisierten Aubonn'Apéros.

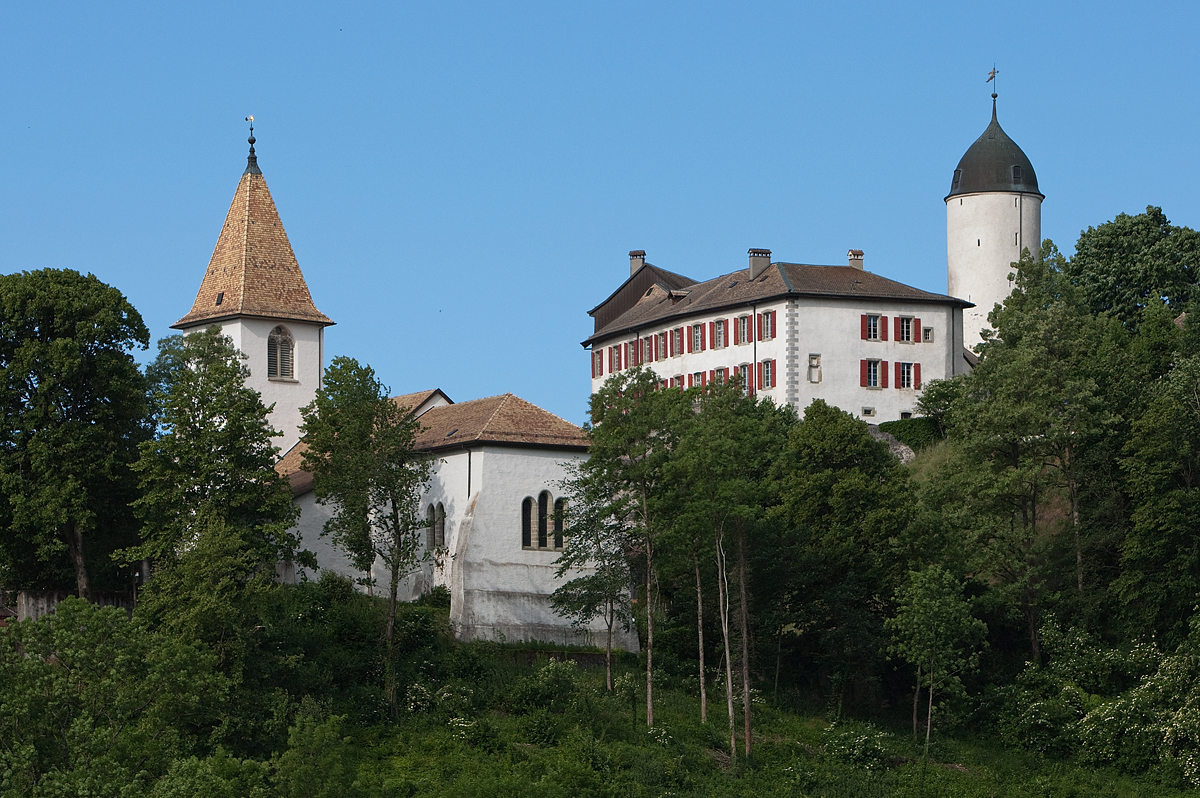
Kirche und Schloss
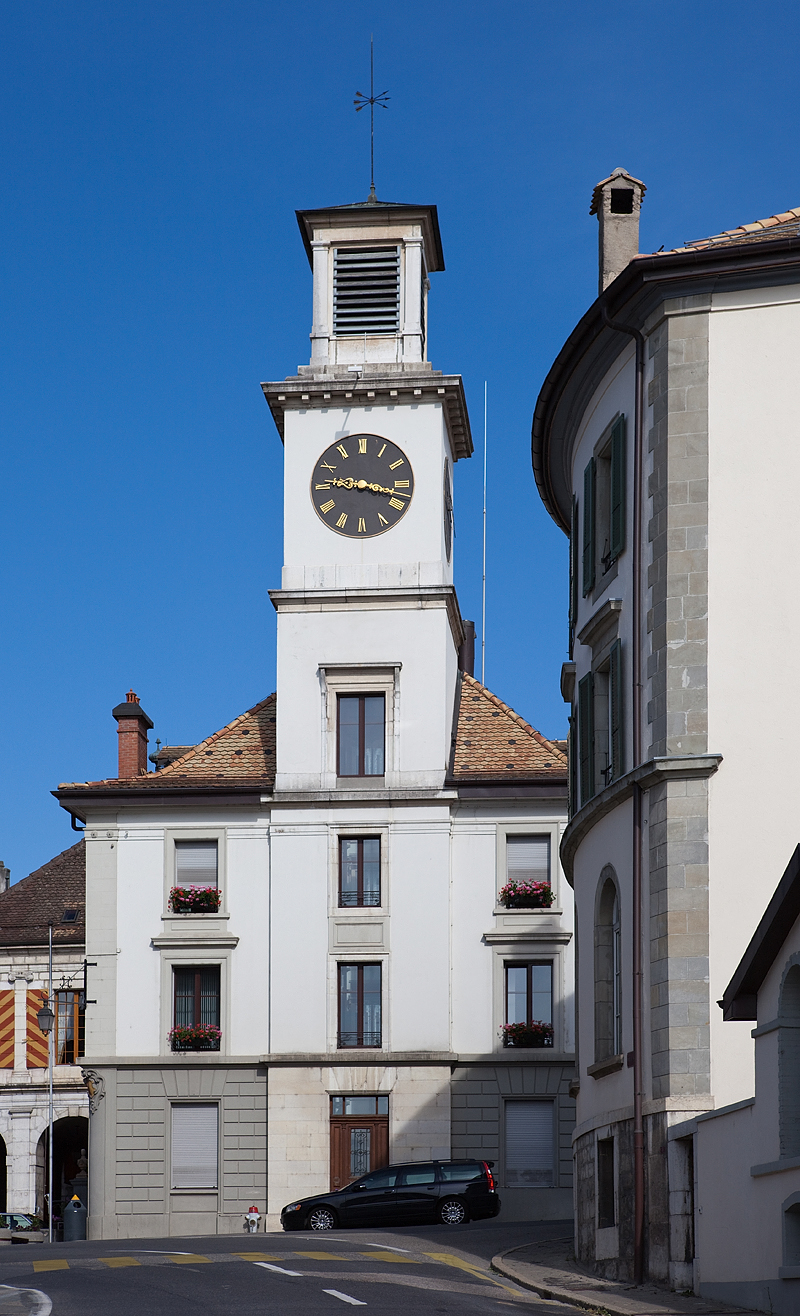
Rathaus
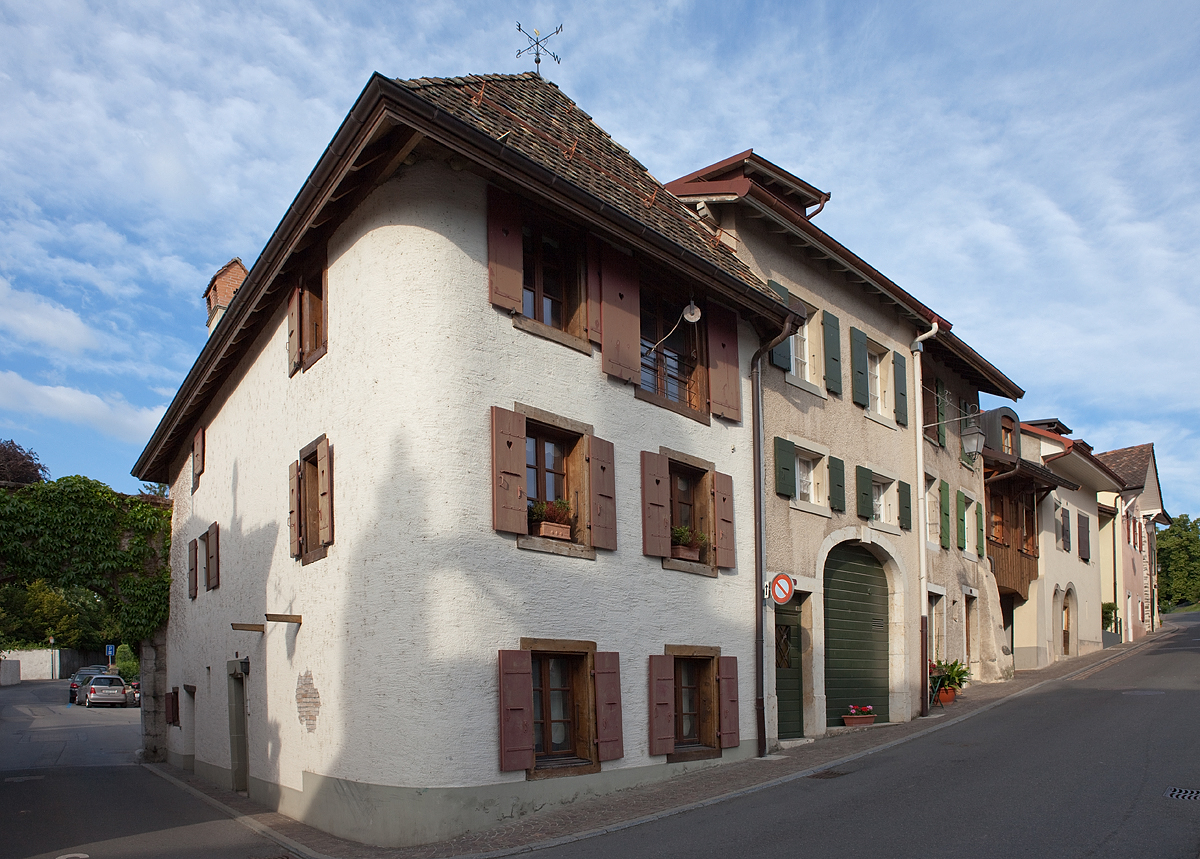
Gasse Rue Bourg de Four
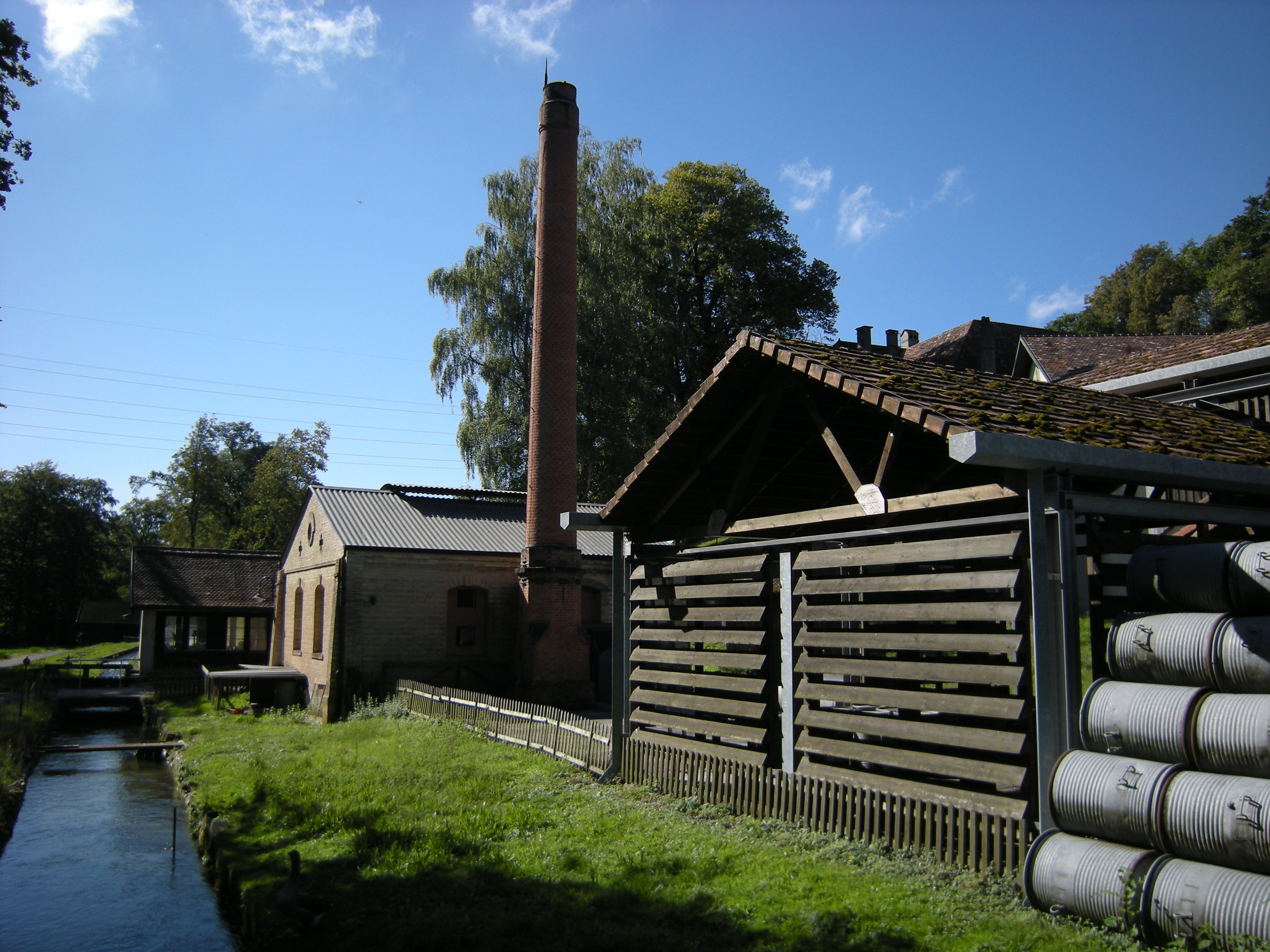
Pulvermühle Aubonne
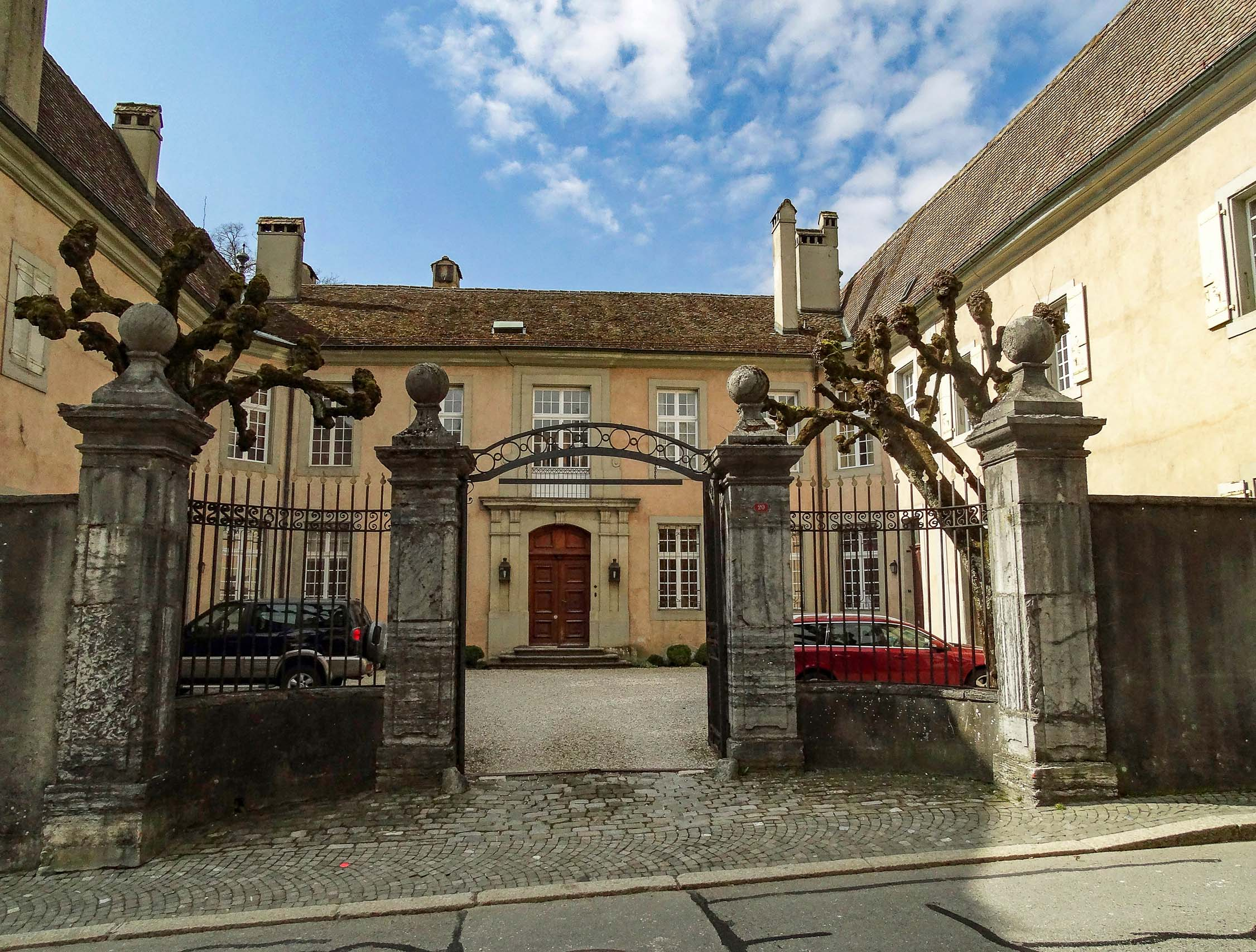
Herrschaftshaus Maison d’Aspre
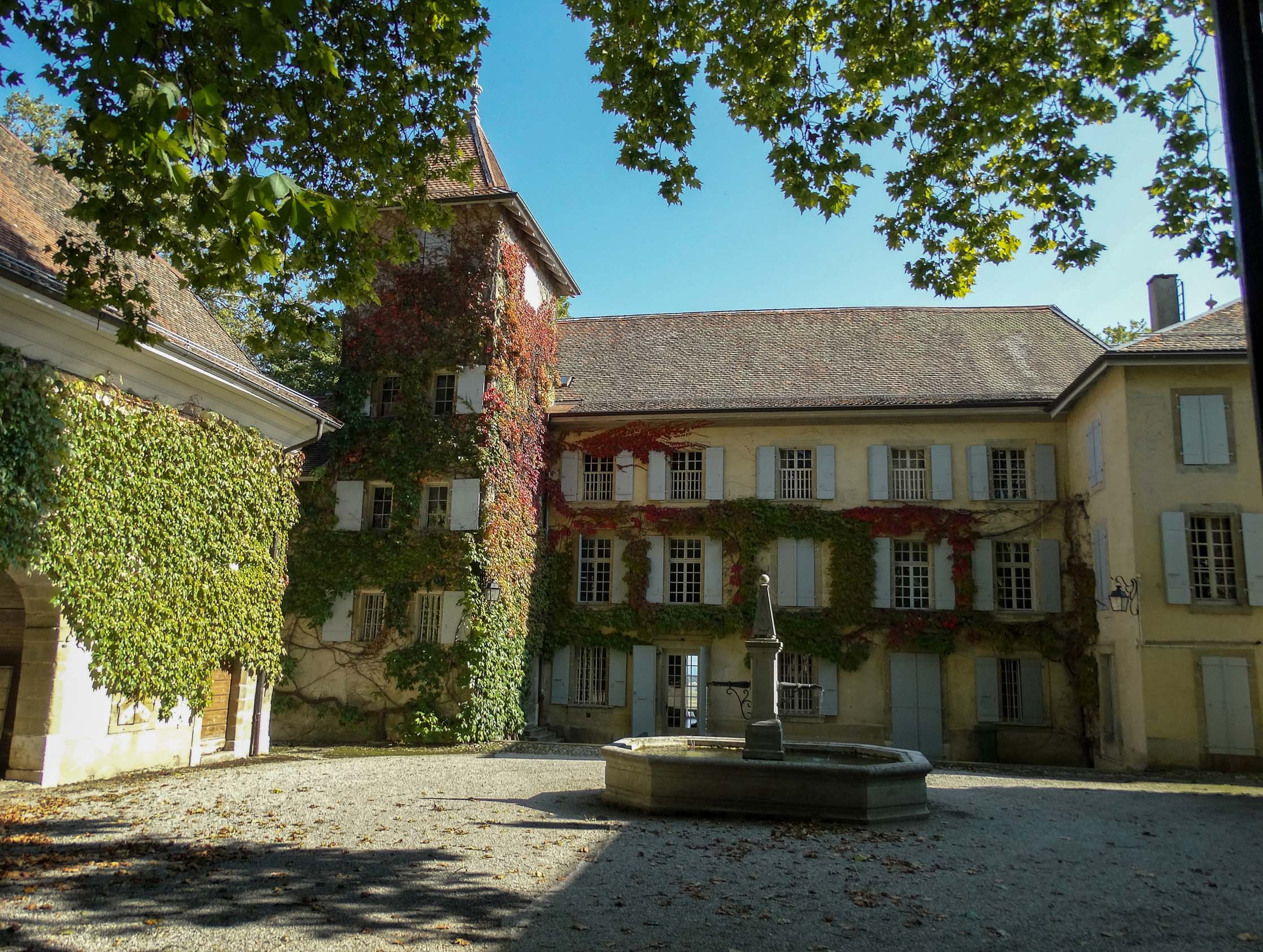
Schloss Trévelin
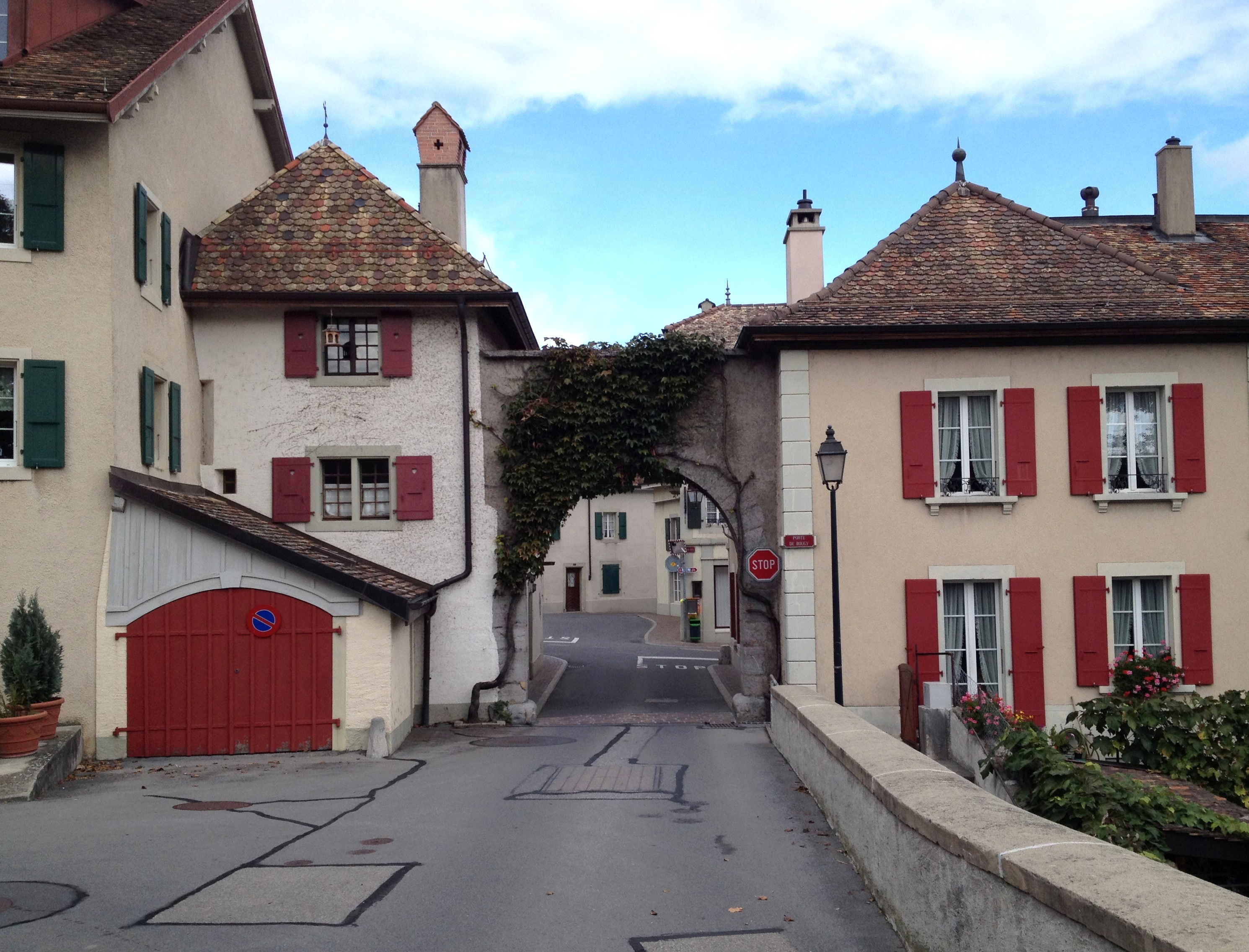
Stadttor Porte de Bougy

## Persönlichkeiten
- Louis François Bégoz (1763–1827), Minister der Helvetischen Republik
- Alexandre Yersin (1863–1943), Arzt und Bakteriologe
- Florens Deuchler (23. Februar 1931 Zürich - 25. Juli 2018 Aubonne), Kunsthistoriker